# Матіас Агіррегарай
Матіас Агіррегарай (ісп. Matías Aguirregaray, нар. 1 квітня 1989, Порту-Алегрі) — уругвайський футболіст, захисник клубу «Пеньяроль».

## Клубна кар'єра
Народився 1 квітня 1989 року в місті Порту-Алегрі. Вихованець футбольної школи клубу «Пеньяроль». Дорослу футбольну кар'єру розпочав 2007 року в основній команді того ж клубу, в якій провів три з половиною сезони, взявши участь у 62 матчах чемпіонату. Більшість часу, проведеного у складі «Пеньяроля», був основним гравцем команди.
Більшу частину (з жовтня) сезону 2010–11 провів у складі іспанської «Тарраси», що виступала у четвертому за рівнем дивізіоні, проте жодного разу так і не вийшов на поле.
Влітку 2011 року, після завершення оренди, перейшов у «Монтевідео Вондерерс» і відразу був відданий в оренду в італійське «Палермо», за яке протягом сезону провів 12 матчів у чемпіонаті. Відразу після цього влітку 2012 року знову був відданий в оренду, цього разу в румунський «ЧФР Клуж», де грав до кінця року.
У січні 2013 року Агіррегарай повернувся в рідний «Пеньяроль», якому в тому ж сезоні допоміг виграти національний чемпіонат.
Влітку 2013 року став гравцем аргентинського «Естудьянтеса», проте за два роки так і не зумів закріпитись в аргентинській Прімері і влітку 2015 року був відданий в оренду назад до «Пеньяроля». Відтоді встиг відіграти за команду з Монтевідео 24 матчі в національному чемпіонаті.

## Виступи за збірні
2009 року залучався до складу молодіжної збірної Уругваю, разом з якою брав участь у молодіжному чемпіонаті Південної Америки 2009 року та молодіжному чемпіонаті світу 2009 року. Всього на молодіжному рівні зіграв у 8 офіційних матчах, забив 1 гол.
З 2012 року захищав кольори олімпійської збірної Уругваю. Учасник футбольного турніру на Олімпійських іграх 2012 року у Лондоні.
14 листопада 2012 року дебютував в офіційних матчах у складі національної збірної Уругваю в товариській грі проти збірної Польщі (3:1).
У складі збірної був учасником розіграшу Кубка конфедерацій 2013 року у Бразилії, на якому зіграв в одному матчі проти Таїті (8:0), а уругвайці дійшли до півфіналу.
Наразі провів у формі головної команди країни 6 матчів.

## Статистика виступів

### Статистика клубних виступів
| Сезон                 | Команда                | Чемпіонат             | Чемпіонат | Чемпіонат | Національний кубок | Національний кубок | Національний кубок | Континентальні кубки | Континентальні кубки | Континентальні кубки | Інші змагання | Інші змагання | Інші змагання | Усього | Усього |
| Сезон                 | Команда                | Ліга                  | Ігор      | Голів     | Ліга               | Ігор               | Голів              | Ліга                 | Ігор                 | Голів                | Ліга          | Ігор          | Голів         | Ігор   | Голів  |
| --------------------- | ---------------------- | --------------------- | --------- | --------- | ------------------ | ------------------ | ------------------ | -------------------- | -------------------- | -------------------- | ------------- | ------------- | ------------- | ------ | ------ |
| 2007–08               | «Пеньяроль»            | ПД                    | 14        | 1         | -                  | -                  | -                  | -                    | -                    | -                    | -             | -             | -             | 14     | 1      |
| 2008–09               | «Пеньяроль»            | ПД                    | 18        | 0         | -                  | -                  | -                  | -                    | -                    | -                    | -             | -             | -             | 18     | 0      |
| 2009–10               | «Пеньяроль»            | ПД                    | 23+4      | 1         | -                  | -                  | -                  | -                    | -                    | -                    | -             | -             | -             | 27     | 1      |
| 2010–11               | «Пеньяроль»            | ПД                    | 7         | 0         | -                  | -                  | -                  | ПК                   | 3                    | 0                    | -             | -             | -             | 10     | 0      |
| Усього за «Пеньяроль» | Усього за «Пеньяроль»  | Усього за «Пеньяроль» | 62+4      | 2         |                    | -                  | -                  |                      | 3                    | 0                    |               |               |               | 69     | 2      |
| 2010–11               | «Тарраса»              | ТД (IV)               | 0         | 0         | -                  | -                  | -                  | -                    | -                    | -                    | -             | -             | -             | 0      | 0      |
| 2011–12               | «Монтевідео Вондерерс» | ПД                    | 0         | 0         | -                  | -                  | -                  | -                    | -                    | -                    | -             | -             | -             | 0      | 0      |
| 2011–12               | «Палермо»              | A                     | 12        | 0         | КІ                 | 1                  | 0                  | ЛЄ                   | -                    | -                    | -             | -             | -             | 13     | 0      |
| 2012–13               | «ЧФР Клуж»             | ЛI                    | 8         | 1         | КР                 | 1                  | 0                  | ЛЧ                   | 5                    | 0                    | СР            | -             | -             | 14     | 1      |
| 2012–13               | «Пеньяроль»            | ПД                    | 14        | 1         | -                  | -                  | -                  | -                    | -                    | -                    | -             | -             | -             | 14     | 1      |
| Усього за кар'єру     | Усього за кар'єру      | Усього за кар'єру     | 94+2      | 4         |                    | 2                  | 0                  |                      | 8                    | 0                    |               | -             | -             | 106    | 3      |

## Титули і досягнення
- Чемпіон Уругваю (3):

«Пеньяроль»: 2009-10, 2012-13, 2015-16
- Володар Суперкубка Уругваю (1):

«Пеньяроль»: 2022

## Особисте життя
Матіас є сином колишнього гравця збірної Уругваю Оскара Агіррегарая.